# Национальная библиотека Ливана
Национальная библиотека Ливана (араб. المكتبة الوطنية اللبنانية‎, фр. Bibliothèque nationale du Liban) — объект культуры, расположенный в Бейруте. Она закрыта для публики с 1979 году из-за гражданской войны в Ливане, а её уцелевшие коллекции были помещены в хранилище. Восстановление её собрания и планирование строительства нового помещения начались в 1999 году.

## История
Библиотека основана в 1921 году, после пожертвования виконтом Филиппом де Тарази двадцати тысяч книг, множества редких рукописей и первых выпусков национальной газеты. В распоряжении де Тарази было написано, что его пожертвования должны стать «основой того, что должно стать великой бейрутской библиотекой». Библиотека была передана под руководство Министерства национального образования в 1922 году. В 1937 году она переехала в здание ливанского парламента.
Ливанское правительство постановило, что с 1924 года копия каждой книги напечатанной в Ливане должна быть передана библиотеке, а также обеспечило библиотеку восемью сотрудниками. Формально закон об обязательном экземпляре был принят в 1949 году с изменениями 1959 года, но он никогда не соблюдался. Кроме того, правительство не в состоянии обеспечить библиотеку квалифицированными библиотекарями, или четко задачи культурной организации.
Библиотеку неоднократно бомбили и грабили в течение гражданской войны в Ливане. В своё время, её коллекция насчитывала 100000 томов и 2000 редких рукописей; неизвестное число из них были сожжены или украдены. В 1979 году библиотека была закрыта, а уцелевшие рукописи и документы хранились в Национальном архиве, современные печатные книги хранились в отдельном здании с 1982 по 1983 год. Ливанская национальная библиотека существовала только на бумаге в течение 1990-х годов.
В 1998 году страстный призыв возродить национальную библиотеку, издается ливанской ассоциацией антикваров, за подписью Жан-Пьера Фаттала. Движение получило поддержку в пользу проекта.
В следующем году, Европейская комиссия решает отправить исследовательскую миссию в Бейрут с целью оказания помощи ливанскому правительству. Эта миссия была отправлена вскоросте после выставки «коллективной памяти», которая была представлена в Музее Сурсок в ливанской столице. Её целью было сосредоточить внимание на важности проекта восстановления библиотеки. Ливанское правительство решило разместить национальную библиотеку в здании юридического факультета Ливанского университета, в районе Сайанех, согласно планам, разработанным архитектором Жан-Марком Бонфильсом.
Планирование нового здания для Национальной библиотеки началось в 1999 году. Перед библиотекой была поставлена цель стать хранилищем всех публикующихся в Ливане книг (около 2000 книг в год), и всех публикаций о Ливане и арабском мире. Проект, в которой также учитывалась необходимость реставрации сборов, была оценена в $7 млн, из которых $1,5 млн были пожертвованы Европейским Союзом, а остальные обещали выделить другие правительства и частные меценаты. К 2006 году более 3000 томов были отреставрированы. Сборы библиотеки опять были под угрозой во время Ливанской войны 2006 года, когда израильтяне бомбардировали близлежащие склады в порту Бейрута.